# Litochlebské náměstí
Litochlebské náměstí je náměstí v Praze, v části Chodov. Náměstí tvoří kruhový objezd tvořený dvouproudovou silniční komunikací. Jižní strana náměstí je spojena s Chilskou ulicí, která vede od stanice metra Opatov a navazuje na výpadovou Brněnskou ulici (vedoucí na dálnici D1). Východní část navazuje na ulici Hviezdoslavova směrem do městské čtvrti Háje. Sever náměstí propojuje ulice Ke Stáčírně (směr Hostivař) a východní část ulice Türkova, která propojuje čtvrť Spořilov. Náměstí ohraničují panelové bytové domy a nově postavené administrativní budovy u stanice metra Opatov.

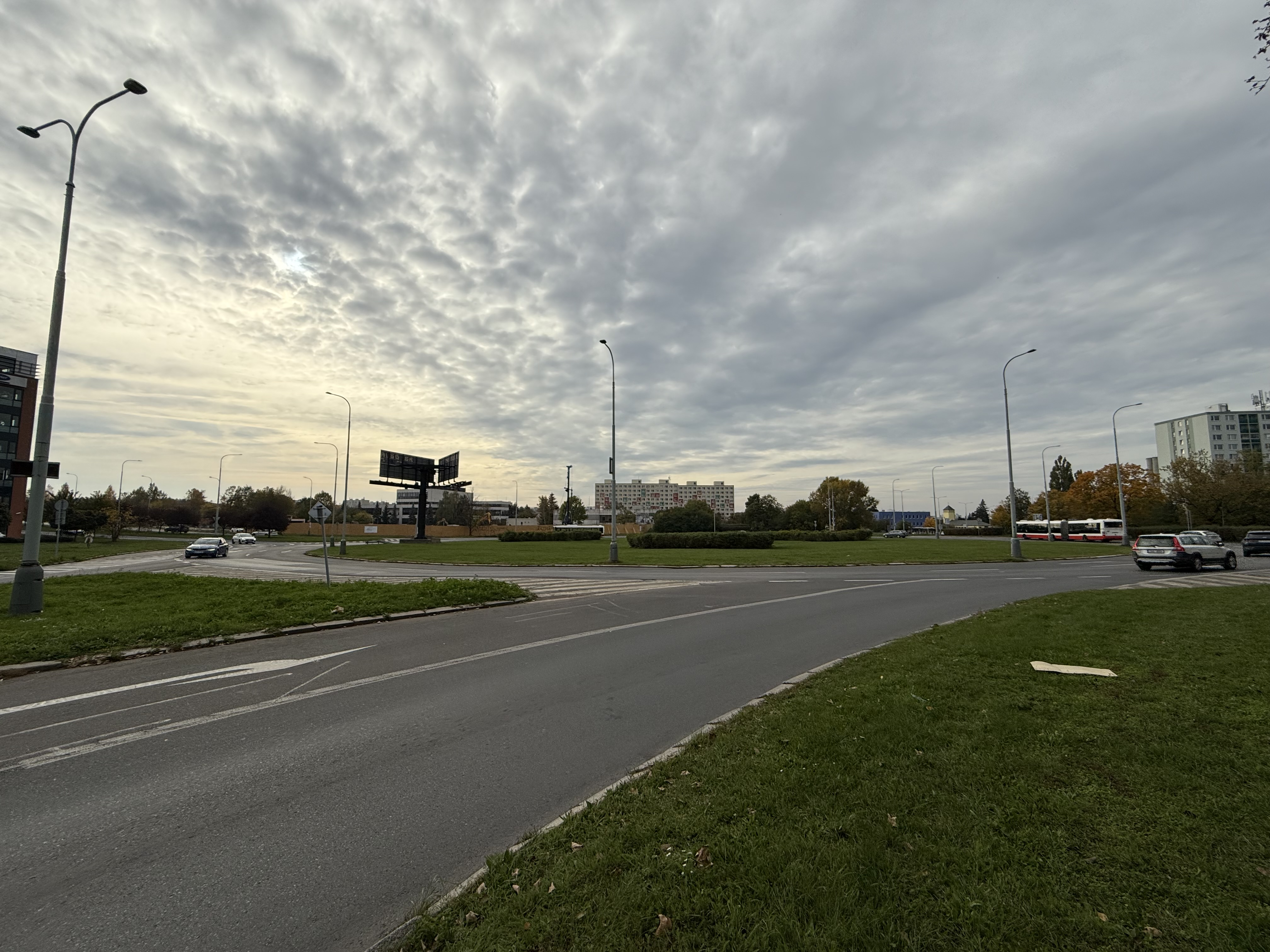
Pohled směr Türkova ulice

Kruhový objezd vznikl v 70. letech dvacátého století jako součást výstavby sídliště Jižního Města.